# Appa
Appa là một nhân vật hư cấu trong series hoạt hình Avatar: The Last Airbender (Nickelodeon) và xuất hiện trong phim Tiết khí sư cuối cùng. Appa là một con bò rừng bay và là bạn đồng hành trung thành của Aang. Nó được lồng tiếng qua hiệu ứng giọng bởi Dee Bradley Baker trong phần hoạt hình, và Matthew Yang King trong phiên bản truyền hình 2024.